# Mawa Mbathio Samb Fall
Mawa Mbathio Samb Fall  (Maawa Mbacco en wolof) est un damel-teigne, c'est-à-dire le souverain de deux royaumes pré-coloniaux de l'actuel Sénégal, le Cayor et le Baol.
Au Cayor il succède à Meïssa Bigué et y règne environ sept ans, de 1749 à 1757. Son neveu Biram Codou Ndoumbé lui succède.